# Primula buryana
Primula buryana är en viveväxtart som beskrevs av Isaac Bayley Balfour. Primula buryana ingår i släktet vivor, och familjen viveväxter. Utöver nominatformen finns också underarten P. b. purpurea.